# Dumraon Raj
Dumraon Raj fou un estat tributari protegit del tipus zamindari al districte de Shahabad a la presidència de Bengala (a Bihar). La superfície era de 1963 km² i la capital Dumraon amb 45.796 habitants el 2001 i 17.236 habitants el 1901. Aquesta ciutat inclou el palau i pavelló del raja i fou declarada municipalitat el 1869.
La familia del maharajà considerava tenir origen en el raja Vikramajit origen de l'era samvat dels hindús. Dels seus ancestres fins a 69 foren reis d'Ujjain a Malwa; a la zona de Shahabad el fundador de la familia fou Raja Santana Shahi, que s'hauria establert a la població de Karur el 1320. A la guerra entre Sher Shah i Humayun (1534-1540) dos prínceps de la família enfrontats entre ells, Gajan Shahi i Dalpat Shahi, van donar suport a un i altra pretendent i el primer va rebre Rohtas i Shahabad i el títol de raja de Sher Shah. Raja Narayan Mai, descendent del Raja Bhoj de Dhar, fou l'únic propietari de Bhojpur i Jagdispur entre 1604 i 1621 rebent el títol de raja el 1604; el seu germà Raja Rudra Pratap, que el va succeir, va establir la seva residència a Nou Bhojpur; el 1745 la residència es va establir a Dumraon. Jai Prasakh Singh va rebre el títol de maharajà el 1816. El 1844 va pujar al tron Maharaja Maheswar Bakhsh Singh, que fou lleial als britànics el 1857 i va rebre diversos títols; el va succeir el 1881 el seu únic fill Radha Prasad Singh, que ja havia rebut el títol de raja pels seus serveis a la fam de 1873-1874 que va rebre el títol de maharajà bahadur; va morir el 1894 deixant hereva a la maharani Beni Prasad Kuari com a regent de la seva única filla la maharani de Rewah.

## Llista de rages
- Raja HARIL SINGH vers 1720
- Raja CHHATARDHARI SINGH (fill) vers 1746
- Raja VIKRAMADITYA SINGH (fill) vers 1771
- Maharaja JAI PRAKASH SINGH ?-1838 (fill)
- Maharaja JANAKI PRASAD SINGH 1838-1844 (fill)
- Maharaja MAHESHWAR BAKSH SINGH 1844-1881 (germà)
- Maharaja Sir RADHA PRASAD SINGH Bahadur 1881-1894 (fill)
- Maharani Beni Prasad Kuari (esposa, regent) 1894-?
- Maharani esposa de Samrajya Maharajadhiraja Bandhresh Shri Maharaja Sir VENKAT RAMAN RAMANUJ PRASAD SINGH Ju Deo Bahadur de Rewah (fill de Radha Prasad Singh) 1894-?
- Maharaja Bahadur Sir KESHAV PRASAD SINGH ?-1948